# Entada glandulosa
Entada glandulosa är en ärtväxtart som beskrevs av François Gagnepain. Entada glandulosa ingår i släktet Entada och familjen ärtväxter. Inga underarter finns listade i Catalogue of Life.